# Europäische Nachhaltigkeitswoche
Die Europäische Nachhaltigkeitswoche (European Sustainable Development Week, ESDW) ist eine europaweite Initiative zur Förderung einer nachhaltigen Entwicklung. Sie findet jährlich im September/Oktober statt. 

## Hintergrund, Ziele, Geschichte
Die Idee einer solchen Woche zum Thema Nachhaltigkeit wurde am 28. Oktober 2014 von den Umweltministern Frankreichs, Deutschlands und Österreichs dem Rat der EU-Umweltminister vorgestellt. Hintergrund ist die durch die Vereinten Nationen beschlossene Agenda 2030 für nachhaltige Entwicklung und die damit verbundenen 17 Ziele für nachhaltige Entwicklung.
Die Nachhaltigkeitswoche hat dementsprechend das Ziel, Aktivitäten, Projekte und Veranstaltungen zu initiieren, die zu nachhaltiger Entwicklung beitragen, diese auf einer gemeinsamen Plattform sichtbar zu machen und dadurch die Bürger Europas anzuregen, sich mit nachhaltiger Entwicklung und den 17 Zielen aktiv auseinanderzusetzen.
Erstmals durchgeführt wurde die Nachhaltigkeitswoche im Jahr 2015. Die bereits bestehenden Deutschen Aktionstage Nachhaltigkeit wurden in den Rahmen der Europäischen Nachhaltigkeitswoche integriert.

## Organisation, Partner
Ihre Veranstaltungen, Aktivitäten und Projekte auf der Plattform registrieren lassen können sowohl Regierungsbehörden, Forschungszentren, Bildungseinrichtungen, Museen, Stiftungen, Verbände und Unternehmen als auch Bürger. Koordiniert wird die Europäische Nachhaltigkeitswoche vom Büro des European Sustainable Development Network (ESDN Office) am Institut für Nachhaltigkeitsmanagement an der Wirtschaftsuniversität Wien.
Partner der Initiative sind folgende nationale und europäische Institutionen: (Stand: Mai 2019):
- Ostseerat
- Konvent der Bürgermeister für Klima und Energie
- CSR Europe
- European Environment and Sustainable Development Advisory Councils Network (EEAC), Europäisches Netzwerk von Umwelt- und Nachhaltigkeitsräten
- Europäisches Umweltbüro
- Europäischer Wirtschafts- und Sozialausschuss
- Eurocities
- EU Green Week
- ICLEI – Local Governments for Sustainability
- Students Organising for Sustainability
- Qualitynet Foundation
- Nordischer Ministerrat
- Bundesministerium für Nachhaltigkeit und Tourismus (Österreich)
- Ministère de la Transition écologique et solidaire (Frankreich)
- Bundeskanzleramt (Deutschland)
- Alleanza Italiana per lo Sviluppo Sostenibile (ASviS), Italienische Allianz für Nachhaltige Entwicklung
- Rat für Nachhaltige Entwicklung
- SDSN Switzerland
- SDSN Germany
- Open Blue[2]
- Water Agency
- World Business Council for Sustainable Development (WBCSD)